# Carrouge
Carrouge es una comuna suiza del cantón de Vaud, situada en el distrito de Broye-Vully. Limita al norte con la comuna de Vucherens, al este con Vulliens, al sureste con Ferlens, al sur con Mézières, al suroeste con Montpreveyres, y al oeste con Ropraz.
La comuna hizo parte hasta el 31 de diciembre de 2007 del distrito de Oron, círculo de Mézières.